# Horeňovo (geomorfologický podcelek)
Horeňovo je geomorfologický podcelek pohoří Žiar. Má podobu horského hřbetu s nevýraznými výškovými rozdíly.

## Vymezení
Nachází se ve střední části pohoří a odděluje Horní Nitru od Horního Turce. Kromě východně ležící Turčianské kotliny v zastoupení podcelku Diviacka pahorkatina a západně ležící Prievidzské a Handlovské kotliny, náležejících do Hornonitrianské kotliny, sousedí Horeňovo už jen s podcelky Vyšehrad na severu a Rovne na jihu.

## Nejvyšší vrcholy
- Horeňovo (892 m n. m.) - nejvyšší vrch podcelku
- Nemcovo (832 m n. m.)
- Vysoký vrch (829 m n. m.) [2]